# Fatih Baydar
Fatih Baydar, né le 1er janvier 1983 est un haltérophile turc.

## Palmarès

### Championnats d'Europe d'haltérophilie
- Championnats d'Europe d'haltérophilie 2012 à Antalya
  -  Médaille d'argent en moins de 85 kg.